# FtsZ

Elementos del citoesqueleto de Caulobacter crescentus. En la figura, estos elementos procarióticos se relacionan con sus homólogos eucariotas y se hipotetiza su función celular. Debe tenerse en cuenta que la función de la pareja FtsZ-MreB se invirtió durante la evolución al convertirse en tubulina-actina.

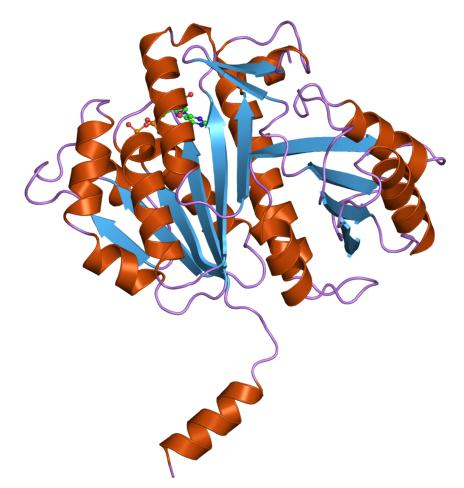
Estructura molecular de la proteína FtsZ

FtsZ es una proteína del citoesqueleto de las bacterias que se ensambla en un anillo para mediar durante la división celular bacteriana. Es el equivalente procariótico a la tubulina de las células eucariotas. Está codificada por el gen ftsZ y el nombre proviene de "filamenting temperature-sensitive mutant Z" haciendo referencia a la hipótesis de que los mutantes de E. Coli que carecen de este gen crecerían como filamentos por la incapacidad de las células hijas de separarse unas de otras durante la división celular.
El descubrimiento del citoesqueleto bacteriano es bastante reciente y FtsZ fue la primera proteína del citoesqueleto procariota en ser identificada. En 1991, Erfei Bi y Joseph Lutkenhaus demostraron que FtsZ se ensambla formando un anillo. Durante la división celular, FtsZ es la primera proteína que se desplaza al lugar de la división y es esencial para reunir otras proteínas que producen una nueva pared celular entre las células que se dividen. El papel de FtsZ en la división celular de los procariontes es análogo a la de actina en la división de las células eucariotas, pero a diferencia del anillo de actina-miosina de los eucariotas, no se conoce ningún motor de proteínas asociado con FtsZ. El origen de la fuerza citocinética, por tanto se desconoce, aunque se cree que la síntesis localizada de la nueva pared celular produce al menos una parte de esta fuerza.
El homólogo bacteriano a la actina es, sin embargo, MreB. El proceso por el cual el papel de FtsZ (proteína equivalente a la tubulina) y MreB (proteína equivalente a la actina) en la división celular se invirtió en los eucariontes es un misterio evolutivo, pero el uso del anillo de FtsZ en la división de los cloroplastos y mitocondrias establece su ascendencia procariota.
Se conoce bastante de las actividades de la dinámica de polimerización de la tubulina y los microtúbulos, pero poco acerca de estas actividades en FtsZ. Si bien se sabe que los protofilamentos monocatenarios de tubulina se organizan en 13 microtúbulos, se desconoce la estructura multicatenaria del anillo de FtsZ. Por otra parte, ha habido controversia sobre la aparente cooperatividad del ensamblado del polímero monocatenario de FtsZ ya que todos los modelos teóricos establecidos para el ensamblado cooperativo exigen polímeros multicatenarios. Recientemente, Alex Dajkovic y Joe Lutkenhaus han propuesto que la cooperatividad en el ensamblado de FtsZ podría conseguirse mediante múltiples estados de los monómeros FtsZ con diferentes afinidades de unos con respectos a otros.
Recientemente se han encontrado proteínas similares a la tubulina y FtsZ en las grandes plásmidos presentes en las especies de Bacillus. Se cree que funcionan como componentes de los segrosomas, que son complejos multiproteicos que particionan los cromosomas en las bacterias. Los homólogos de tubulina y FtsZ de los plásmidos parecen haber conservado la capacidad de polimerizar en filamentos. 